# Fed Cup 2019
Fed Cup 2019, oficiálně se jménem sponzora Fed Cup by BNP Paribas 2019, představoval 57. ročník ženské tenisové týmové soutěže ve Fed Cupu, největší každoročně pořádané kolektivní události v ženském sportu. Ročníku se zúčastnilo 93 týmů. Los se uskutečnil 24. července 2018 v britské metropoli Londýně. Celkově třetí titul získala Francie.
Finanční odměny šestnácti týmům ve dvou světových skupinách dosáhly výše 7,5 milionů dolarů, což znamenalo téměř zdvojnásobení z částky 3,7 milionů dolarů v roce 2018. Poprvé mohlo být součástí družstva pět hráček. Nově byl zaveden tiebreak za stavu her 6–6 ve třetí, rozhodující sadě.
Obhájkyněmi titulu byly hráčky České republiky, které v předchozím pražském finále porazily obhájkyně ze Spojených států 3–0 na zápasy a získaly tak jedenáctou trofej. Poprvé od roku 2008 však české hráčky nezvládly čtvrtfinále Světové skupiny a po prohře s Rumunskem podstoupí světovou baráž. Na domácí půdě Češky naposledy předtím prohrály se Spojenými státy v roce 2009.
Obhájcem titulu je Francie, která v předcházejícím perthském finále porazilo Austrálii 3:2 na zápasy, když o vítězkách rozhodla až závěrečná čtyřhra.
Prvním hracím termínem se stal víkend od 9. do 10. února 2019. Semifinále světové skupiny a baráže se konaly mezi 20.–21. dubnem a světové finále proběhlo 9.–10. listopadu téhož roku.
V červnu 2019 Mezinárodní tenisová federace oznámila, že od roku 2020 dvě světové skupiny nahradí únorové kvalifikační kolo a jednotýdenní finálový turnaj pro 12 týmů na neutrální půdě, s formátem dvou dvouher a jedné čtyřhry v rámci mezistátního utkání.

## Světová skupina
| Účastníci | Účastníci | Účastníci | Účastníci     |
| Austrálie | Belgie    | Bělorusko | Česko         |
| Francie   | Německo   | Rumunsko  | Spojené státy |
| --------- | --------- | --------- | ------------- |

Nasazené týmy
1. Česko (čtvrtfinále)
2. Spojené státy (čtvrtfinále)
3. Bělorusko (semifinále)
4. Francie (vítěz)

Pavouk
|  | Čtvrtfinále 9.–10. února               | Čtvrtfinále 9.–10. února               | Čtvrtfinále 9.–10. února               |                                        |                                     | Semifinále 20.–21. dubna | Semifinále 20.–21. dubna | Semifinále 20.–21. dubna |                     |                     | Finále 9.–10. listopadu  | Finále 9.–10. listopadu  | Finále 9.–10. listopadu  |                          |                          |
|  |                                        |                                        |                                        |                                        |                                     |                          |                          |                          |                     |                     |                          |                          |                          |                          |                          |
|  | Ostrava, Česko (tvrdý, hala)           |                                        |                                        |                                        |                                     |                          |                          |                          |                     |                     |                          |                          |                          |                          |                          |
|  | 1                                      | Česko                                  | 2                                      |                                        |                                     |                          |                          |                          |                     |                     |                          |                          |                          |                          |                          |
|  |                                        | Rumunsko                               | 3                                      |                                        |                                     | Rouen, Francie           | Rouen, Francie           | Rouen, Francie           | Rouen, Francie      | Rouen, Francie      |                          |                          |                          |                          |                          |
|  |                                        |                                        |                                        |                                        |                                     | Rumunsko                 | 2                        |                          |                     |                     |                          |                          |                          |                          |                          |
|  | Lutych, Belgie (tvrdý, hala)           | Lutych, Belgie (tvrdý, hala)           | Lutych, Belgie (tvrdý, hala)           | Lutych, Belgie (tvrdý, hala)           |                                     | 4                        | Francie                  | 3                        |                     |                     |                          |                          |                          |                          |                          |
|  | 4                                      | Francie                                | 3                                      |                                        |                                     |                          |                          |                          |                     |                     |                          |                          |                          |                          |                          |
|  |                                        | Belgie                                 | 1                                      |                                        |                                     |                          |                          |                          |                     |                     | Perth, Austrálie (tvrdý) | Perth, Austrálie (tvrdý) | Perth, Austrálie (tvrdý) | Perth, Austrálie (tvrdý) | Perth, Austrálie (tvrdý) |
|  |                                        |                                        |                                        |                                        |                                     |                          |                          |                          |                     |                     | 4                        | Francie                  | 3                        |                          |                          |
|  | Braunschweig, Německo (tvrdý, hala)    | Braunschweig, Německo (tvrdý, hala)    | Braunschweig, Německo (tvrdý, hala)    | Braunschweig, Německo (tvrdý, hala)    | Braunschweig, Německo (tvrdý, hala) |                          |                          |                          |                     |                     |                          | Austrálie                | 2                        |                          |                          |
|  |                                        | Německo                                | 0                                      |                                        |                                     |                          |                          |                          |                     |                     |                          |                          |                          |                          |                          |
|  | 3                                      | Bělorusko                              | 4                                      |                                        |                                     | Brisbane, Austrálie      | Brisbane, Austrálie      | Brisbane, Austrálie      | Brisbane, Austrálie | Brisbane, Austrálie |                          |                          |                          |                          |                          |
|  |                                        |                                        |                                        |                                        | 3                                   | Bělorusko                | 2                        |                          |                     |                     |                          |                          |                          |                          |                          |
|  | Asheville, Spojené státy (tvrdý, hala) | Asheville, Spojené státy (tvrdý, hala) | Asheville, Spojené státy (tvrdý, hala) | Asheville, Spojené státy (tvrdý, hala) |                                     |                          | Austrálie                | 3                        |                     |                     |                          |                          |                          |                          |                          |
|  |                                        | Austrálie                              | 3                                      |                                        |                                     |                          |                          |                          |                     |                     |                          |                          |                          |                          |                          |
|  | 2                                      | Spojené státy                          | 2                                      |                                        |                                     |                          |                          |                          |                     |                     |                          |                          |                          |                          |                          |

### Finále: Austrálie vs. Francie
| RAC Arena, Perth, Austrálie 9.–10. listopadu 2019 tvrdý – Plexicushion Prestige míče – Dunlop Australian Open (PET) | |                                                                                    |     |     |      |  |
| \| 1. \| \| Ajla Tomljanovićová Kristina Mladenovicová \| 1 6 \| 1 6 \| \| \| \| 2. \| \| Ashleigh Bartyová Caroline Garciaová \| 6 0 \| 6 0 \| \| \| \| 3. \| \| Ashleigh Bartyová Kristina Mladenovicová \| 6 2 \| 4 6 \| 61 7 \| \| \| 4. \| \| Ajla Tomljanovićová Pauline Parmentierová \| 6 4 \| 7 5 \| \| \| \| 5. \| \| Ashleigh Bartyová / Samantha Stosurová Caroline Garciaová / Kristina Mladenovicová \| 4 6 \| 3 6 \| \| \| \| Nominace \| \| \| \| \| \| \| \| \| Austrálie: Ashleigh Bartyová (1./19.), Ajla Tomljanovićová (51./160.), Samantha Stosurová (96./12.), Astra Sharmaová (109./135.), Priscilla Honová (123./642.), nehrající kapitánka Alicia Moliková \| \| \| \| \| \| \| \| Francie: Kristina Mladenovicová (38./2.), Caroline Garciaová (45./245.), Alizé Cornetová (59./110.), Fiona Ferrová (63./281.), Pauline Parmentierová (122./829.), nehrající kapitán Julien Benneteau \| \| \| \| \| \| \| Podrobnosti \| \| \| \| \| \| \| \| \| Oba týmy se v minulosti utkaly šestkrát, nikdy však ve finále. Australanky držely aktivní vzájemnou bilanci zápasů 5:1. Francie, dvojnásobný šampion z let 1997 a 2003, hrála naposledy o titul v roce 2016. Austrálie vyhrála soutěž sedmkrát, naposledy však již v roce 1974. Do finále se probojovala poprvé od roku 1993.[15]Francie vyhrála třetí trofej. Návštěvnost 26 951 diváků byla druhá nejvyšší ve finále existujícího formátu.[7] \| \| \| \| \| \| | |                                                                                    |     |     |      |  |
| | |                                                                                    | 1.  | 2.  | 3.   |  |
| 1. | | Ajla Tomljanovićová Kristina Mladenovicová                                         | 1 6 | 1 6 |      |  |
| 2. | | Ashleigh Bartyová Caroline Garciaová                                               | 6 0 | 6 0 |      |  |
| 3. | | Ashleigh Bartyová Kristina Mladenovicová                                           | 6 2 | 4 6 | 61 7 |  |
| 4. | | Ajla Tomljanovićová Pauline Parmentierová                                          | 6 4 | 7 5 |      |  |
| 5. | | Ashleigh Bartyová / Samantha Stosurová Caroline Garciaová / Kristina Mladenovicová | 4 6 | 3 6 |      |  |
| Nominace | |                                                                                    |     |     |      |  |
| | Austrálie: Ashleigh Bartyová (1./19.), Ajla Tomljanovićová (51./160.), Samantha Stosurová (96./12.), Astra Sharmaová (109./135.), Priscilla Honová (123./642.), nehrající kapitánka Alicia Moliková |                                                                                    |     |     |      |  |
| | Francie: Kristina Mladenovicová (38./2.), Caroline Garciaová (45./245.), Alizé Cornetová (59./110.), Fiona Ferrová (63./281.), Pauline Parmentierová (122./829.), nehrající kapitán Julien Benneteau |                                                                                    |     |     |      |  |
| Podrobnosti | |                                                                                    |     |     |      |  |
| | Oba týmy se v minulosti utkaly šestkrát, nikdy však ve finále. Australanky držely aktivní vzájemnou bilanci zápasů 5:1. Francie, dvojnásobný šampion z let 1997 a 2003, hrála naposledy o titul v roce 2016. Austrálie vyhrála soutěž sedmkrát, naposledy však již v roce 1974. Do finále se probojovala poprvé od roku 1993.Francie vyhrála třetí trofej. Návštěvnost 26 951 diváků byla druhá nejvyšší ve finále existujícího formátu. |                                                                                    |     |     |      |  |

## Baráž Světové skupiny
Čtyři poražené týmy z prvního kola Světové skupiny se v baráži utkaly se čtyřmi vítěznými družstvy z druhé světové skupiny. Hrálo se ve druhé polovině dubna 2019. Podle aktuálního žebříčku ITF byly čtyři nejvýše klasifikované týmy nasazeny.
Vzhledem ke změně herního formátu od roku 2020 neměly zápasy vliv na sestup či postup z baráže. Všech osm účastníků mělo zajištěný start v kvalifikačním kole Fed Cupu 2020.
| Účastníci | Účastníci     | Účastníci | Účastníci |
| Belgie    | Česko         | Kanada    | Lotyšsko  |
| Německo   | Spojené státy | Španělsko | Švýcarsko |
| --------- | ------------- | --------- | --------- |

Nasazené týmy
1. Česko (výhra)
2. Spojené státy (výhra)
3. Německo (výhra)
4. Belgie (prohra)

Herní plán
| Baráž Světové skupiny – 21. a 22. dubna | Baráž Světové skupiny – 21. a 22. dubna | Baráž Světové skupiny – 21. a 22. dubna | Baráž Světové skupiny – 21. a 22. dubna | Baráž Světové skupiny – 21. a 22. dubna |
| Místo konání                            | povrch                                  | domácí                                  | výsledek                                | hosté                                   |
| --------------------------------------- | --------------------------------------- | --------------------------------------- | --------------------------------------- | --------------------------------------- |
| Prostějov, Česko                        | antuka (h)                              | Česko [1]                               | 4–0                                     | Kanada                                  |
| San Antonio, Spojené státy              | tvrdý (h)                               | Spojené státy [2]                       | 3–2                                     | Švýcarsko                               |
| Riga, Lotyšsko                          | tvrdý (h)                               | Lotyšsko                                | 1–3                                     | Německo [3]                             |
| Kortrijk, Belgie                        | tvrdý (h)                               | Belgie [4]                              | 2–3                                     | Španělsko                               |

## Světová skupina II
Světová skupina II představovala druhou nejvyšší úroveň soutěže. Čtyři vítězné týmy z této fáze postoupily do světové baráže a na poražené čekala baráž druhé světové skupiny.
| Účastníci  | Účastníci | Účastníci | Účastníci |
| Itálie     | Japonsko  | Kanada    | Lotyšsko  |
| Nizozemsko | Slovensko | Španělsko | Švýcarsko |
| ---------- | --------- | --------- | --------- |

Nasazené týmy
1. Švýcarsko (výhra)
2. Nizozemsko (prohra)
3. Slovensko (prohra)
4. Japonsko (prohra)

Herní plán
| Světová skupina II – 9. a 10. února | Světová skupina II – 9. a 10. února | Světová skupina II – 9. a 10. února | Světová skupina II – 9. a 10. února | Světová skupina II – 9. a 10. února |
| Místo konání                        | Povrch                              | Domácí                              | Výsledek                            | Hosté                               |
| ----------------------------------- | ----------------------------------- | ----------------------------------- | ----------------------------------- | ----------------------------------- |
| Biel/Bienne, Švýcarsko              | tvrdý (hala)                        | Švýcarsko [1]                       | 3–1                                 | Itálie                              |
| Riga, Lotyšsko                      | tvrdý (hala)                        | Lotyšsko                            | 4–0                                 | Slovensko [3]                       |
| Kitakjúšú, Japonsko                 | tvrdý (hala)                        | Japonsko [4]                        | 2–3                                 | Španělsko                           |
| 's-Hertogenbosch, Nizozemsko        | antuka (hala)                       | Nizozemsko [2]                      | 0–4                                 | Kanada                              |

## Baraž Světové skupiny II
Čtyři poražené týmy z 1. kol druhé světové skupiny se 20. a 21. dubna 2019 utkaly v baráži se čtyřmi kvalifikanty z 1. skupin kontinentálních zón. Dvě družstva se k barážovým zápasům kvalifikovala z evropsko-africké zóny, jedno z asijsko-oceánské zóny a jedno z americké zóny.
Vzhledem ke změně herního formátu od roku 2020 si čtyři vítězné týmy zajistily start v kvalifikačním kole Fed Cupu 2020, rovněž tak dvě poražená družstva, která byla nejvýše postavená na žebříčku ITF k 22. dubnu 2019 (Kazachstán a Brazílie). Pouze dva další poražení – Itálie a Nizozemsko, sestoupili do 1. skupin kontinentálních zón.
| Účastníci  | Účastníci | Účastníci | Účastníci      |
| Brazílie   | Itálie    | Japonsko  | Kazachstán     |
| Nizozemsko | Rusko     | Slovensko | Velká Británie |
| ---------- | --------- | --------- | -------------- |

Nasazené týmy
1. Rusko (výhra)
2. Nizozemsko (prohra)
3. Velká Británie (výhra)
4. Slovensko (výhra)

Herní plán
| Baráž Světové skupiny II – 21. a 22. dubna | Baráž Světové skupiny II – 21. a 22. dubna | Baráž Světové skupiny II – 21. a 22. dubna | Baráž Světové skupiny II – 21. a 22. dubna | Baráž Světové skupiny II – 21. a 22. dubna |
| Místo konání                               | povrch                                     | domácí                                     | výsledek                                   | hosté                                      |
| ------------------------------------------ | ------------------------------------------ | ------------------------------------------ | ------------------------------------------ | ------------------------------------------ |
| Moskva, Rusko                              | antuka (h)                                 | Rusko [1]                                  | 4–0                                        | Itálie                                     |
| Ósaka, Japonsko                            | tvrdý                                      | Japonsko                                   | 4–0                                        | Nizozemsko [2]                             |
| Londýn, Velká Británie                     | tvrdý (h)                                  | Velká Británie [3]                         | 3–1                                        | Kazachstán                                 |
| Bratislava, Slovensko                      | antuka (h)                                 | Slovensko [4]                              | 3–1                                        | Brazílie                                   |

## Americká zóna

### 1. skupina
- Místo konání: Club Campestre Sede Llanogrande, Medellín, Kolumbie (antuka, venku)
- Datum: 6.–9. února 2019

Blok A
- Kolumbie
- Ekvádor
- Mexiko
- Paraguay

Blok B
- Argentina
- Brazílie
- Chile
- Portoriko

Výsledek
- Brazílie postoupila do baráže druhé Světové skupiny 2019
- Ekvádor a  Portoriko sestoupily do 2. skupiny Americké zóny pro rok 2020

### 2. skupina
- Místo konání: Centro Nacional de Tenis, Santo Domingo, Dominikánská republika (tvrdý, venku) a Tennis Club Las Terrazas Miraflores, Lima, Peru (antuka, venku)

Blok A (Lima)
- Bolívie
- Panama
- Peru

Blok B (Lima)
- Bahamy
- Barbados
- Trinidad a Tobago

Blok A (Santo Domingo
- Kuba
- Dominikánská republika
- Guatemala
- Uruguay
- Venezuela

Výsledek
- Peru a  Venezuela postoupily do 1. skupiny Americké zóny pro rok 2020

## Zóna Asie a Oceánie

### 1. skupina
- Místo konání: Národní tenisové centrum Daulet, Nur-Sultan, Kazachstán (tvrdý, hala)
- Datum: 6.–9. února 2019

Blok A
- Indie
- Kazachstán
- Thajsko

Blok B
- Čína
- Indonésie
- Pacifická Oceánie
- Jižní Korea

Výsledek
- Kazachstán postoupil do baráže druhé Světové skupiny 2019
- Thajsko a  Pacifická Oceánie sestoupily do 2. skupiny zóny Asie a Oceánie pro rok 2020

### 2. skupina
- Místo konání: Stadion Pamiru, Dušanbe, Tádžikistán (tvrdý, venku) a National Tennis Centre, Kuala Lumpur, Malajsie (tvrdý, venku)
- Datum: 12.–15. června a 19.–23. června 2019

Blok A (Dušanbe)
- Tchaj-wan
- Filipíny
- Tádžikistán

Blok B (Dušanbe)
- Írán
- Singapur
- Srí Lanka

Blok A (Kuala Lumpur)
- Malajsie
- Turkmenistán
- Uzbekistán

Blok B (Kuala Lumpur)
- Bangladéš
- Hongkong
- Nový Zéland
- Pákistán

Výsledek
- Tchaj-wan a  Uzbekistán postoupily do 1. skupiny zóny Asie a Oceánie pro rok 2020

## Zóna Evropy a Afriky

### 1. skupina
- Místo konání: Hala Widowiskowo-Sportowa, Zelená Hora, Polsko (tvrdý, hala) a University of Bath, Bath, Spojené království (tvrdý, hala)[17]
- Datum: 6.–9. února 2019[17]

Blok A (Zelená Hora)
- Dánsko
- Polsko
- Rusko

Blok B (Zelená Hora)
- Bulharsko
- Estonsko
- Švédsko
- Ukrajina

Blok A (Bath)
- Velká Británie
- Řecko
- Maďarsko
- Slovinsko

Blok B (Bath)
- Chorvatsko
- Gruzie
- Srbsko
- Turecko

Výsledek
- Rusko a  Velká Británie postoupily do baráže druhé Světové skupiny 2019
- Dánsko a  Gruzie sestoupily do 2. skupiny zóny Evropy a Afriky pro rok 2020

### 2. skupina
- Místo konání:Centre National de Tennis, Esch-sur-Alzette, Lucembursko (tvrdý, hala)
- Datum: 6.–9. února 2019

Blok A
- Rakousko
- Bosna a Hercegovina
- Tunisko

Blok B
- Izrael
- Lucembursko
- Portugalsko
- Jižní Afrika

Výsledek
- Lucembursko a  Rakousko postoupily do 1. skupiny zóny Evropy a Afriky pro rok 2020
- Bosna a Hercegovina a  Jižní Afrika sestoupily do 3. skupiny zóny Evropy a Afriky pro rok 2020

### 3. skupina
- Místo konání: Tenisové centrum Tali, Helsinky, Finsko (tvrdý, hala) a Ulcinj Bellevue, Ulcinj, Černá Hora (antuka, venku)
- Datum: 15.–20. dubna 2019

| Blok A (Helsinky) - Finsko - Island - Litva - Malta | Blok B (Helsinky) - Alžírsko - Kongo - Kypr - Kosovo - Severní Makedonie | Blok A (Ulcinj) - Arménie - Černá Hora - Norsko | Blok B (Ulcinj) - Egypt - Irsko - Keňa - Maroko |

Výsledek
- Finsko a  Egypt postoupily do 2. skupiny zóny Evropy a Afriky pro rok 2020